# Tower, Minnesota
Tower là một thành phố thuộc quận St. Louis, tiểu bang Minnesota, Hoa Kỳ. Năm 2010, dân số của thành phố này là 500 người.

## Dân số
- Dân số năm 2000: 479 người.
- Dân số năm 2010: 500 người.